# Lappland (Povijesna pokrajina)
Lappland je švedska pokrajina u Norrlandu na sjeveru Švedske.

## Zemljopis
Graniči s pokrajinama Norrbotten, Västerbotten, Ångermanland i Jämtland, te s Norveškom i Finskom. Lappland je sastavni dio županija Västerbottens län, Norrbottens län i Jämtlands län. Norrbotten u Lapplandu presjeca sjeverni polarni krug.
Pokrajina obiluje šumama, planinama i tundrama. Glavni grad oblasti je Kiruna, površinski gledano najveći grad na svijetu. U Lapplandu se nalazi Kebnekaise, najviša planina Švedske. Lappland, sa svojih 109.702 km2 površine što je četvrtina ukupne švedske površine, je najveća švedska pokrajina. Ponekad je nazivaju "posljednja divljina Europe". Pokrajina ima samo 100.980 stonavnika, te je gustoća naseljenosti 0,9 stanovnika/km2.

## Gradovi
- Kiruna
- Gällivare
- Lycksele
- Vilhelmina

## Rijeke
- Luleälven
- Piteälven
- Skellefteälven
- Umeälven

## Galerija slika
- Karesuando crkva
- Kebnekaise - najviši vrh Švedske
- Narodne nošnje Lapplanda
- Kiruna glavni grad pokrajine
- Nacionalni park Stora Sjöfallet
- Duga preko rijeke Pitälven